# モール・ウォーキング
モール・ウォーキング(Mall walking)とは、健康のために路上ではなくショッピングモール内を個人または集団で歩くことである。

## 概要
アメリカ疾病予防管理センターのウェブサイトで公開されているガイドブックによれば、モール・ウォーキングには、野外を歩行する通常のウォーキングにはない様々なメリットがある。1992年頃から知られるようになった言葉で、この年からウォークスポーツ・アメリカの創設者サラ･ドノヴァンは全米各地のモールと提携してモール・ウォーキングのプログラムを提供しはじめている。
モール・ウォーキングは運動を主目的としており、モール内で買い物や食事をすることはあまりないため、1990年代のショッピングモールではあまり歓迎されなかった。しかし後にこの運動法は、その利点からさまざまな期待がかかるようになり、地域コミュニティだけでなくショッピングモール自体もこのモール・ウォーキングを推奨するようになった。

## 歴史と受容
モール(Mall)は木陰のある散歩道や遊歩道を表す言葉でもあるが、もともとアメリカにおけるショッピングモールは、第二次世界大戦後に郊外に建てられ、買い物をする女性にとって安全な商業施設として発展しており、女性客の取り込みとその社交を目的としていた。その意味ではモール･ウォーキングもまた参加者に社会化とショッピングの機会を同時にあたえるものであるといえる。アメリカではいつごろから習慣化したかははっきりしていないが、少なくとも1992年にはサラ・ドノヴァンが各地のモールと提携して、モール・ウォーキング・プログラムを打ち出している。ワシントン大学のベイシア・ベルザらがまとめているように、モール・ウォーキングは天候に左右されず、治安の問題もなく、トイレやベンチ、給水のための設備もあり、地面も水平であるというメリットなど、まさに「歩行者フレンドリーな環境」が揃っている。21世紀のアメリカにおいては、全米各地のモールでみることのできる健康法となった。
モール・ウォーカーの主目的は運動であるため、1990年代のショッピングモールでは歓迎されておらず、入り口を開放する時間も遅かった。しかし見た目でモール･ウォーキングをしている人と一般の買い物客とを見分けるのは困難であり、また特にアメリカでは多くのショッピングモールが集客に苦戦していたことから、テナントなどの開店前からウォーキングのためにモール内を開放するようになった。またモール･ウォーカーに商品の割引を行うなど、運動後もモールにいる時間を増やすような取り組みが始まった。
アメリカ国内でも「モール・ウォーキング」という健康法が知られるようになったばかりの頃は嘲りの対象であり、国外では例えばイギリス人にとっても不可解な言葉であった。しかしその後アメリカ各地でモール・ウォーキングは普及し始め、日本でも地方自治体やショッピングモールを経営する大手流通企業がモール・ウォーキングを奨励するなどして一般化している。
かつて建築家のビクター・グルーエンがモールをギリシャのアゴラに見立てたように、モール･ウォーキングの隆盛によってショッピングモールはただの商業施設ではなく、人々がそこを歩き回り社交するための文化的な中心地として生まれ変わる可能性が指摘されている。